# 4255 Spacewatch
4255 Spacewatch је астероид са средњом удаљеношћу од Сунца која износи 3,972 астрономских јединица (АЈ).
Апсолутна магнитуда астероида је 13,5.